# Newfrontiers
Newfrontiers is een internationaal kerkgenootschap. In Nederland zijn meerdere kerken aangesloten.
Kenmerkend is dat deze kerken werken met het model van het zogenaamde vijfvoudige bedieningschap. Volgens  Efeziërs 4 is er sprake van de bediening van apostel, profeet, evangelist, herder en leraar die de verschillende gemeenten bezoeken.
Binnen Newfrontiers zijn er wereldwijd meer dan duizend kerken in meer dan 70 landen aangesloten. De leiding was tot 2011 in handen van de Engelsman Terry Virgo. Sinds het verdwijnen van een overkoepelend leider is er een apostolisch team van leiders ontstaan met elk hun eigen netwerk. De Nederlandse gemeentes zijn bij meerdere van deze netwerken aangesloten, onder andere New Ground Churches, Regions Beyond en Relational Mission.

## Aangesloten kerken
- Zwolle: Zwolle Church
- Berkel en Rodenrijs: Wijnstokgemeente
- Delft: Redeemer International Church - Delft
- Den Haag: Redeemer International Church - The Hague
- Gouda: Goudse familie kerk
- Groningen: Christelijk Centrum Groningen
- Maastricht: Redeemer Maastricht
- Reeuwijk: Christengemeente Elim
- Utrecht: Evangelische Kerk Utrecht
- Utrecht: Hope Church Utrecht
- Zoetermeer: Kadosh GebarenTaalkerk